# Данаї Стратігопулу
Данаї Стратігопулу (грец. Δανάη Στρατηγοπούλου; 8 лютого 1913, Афіни, Греція — 17 січня 2009, там же) — знана грецька співачка XX століття в жанрі легка музика, композиторка, поетеса, перекладачка та фольклористка. Відзначена також своєю музичною, викладацькою та перекладацькою діяльністю в Чилі, де прожила понад 6 років.

## Молодість
Народилася в Афінах, але дитячі роки провела у Франції (Париж і Марсель). По батьковій лінії походила з почесного візантійського роду Стратігопуло(сі)в. Дід Ідоменевс Стратігопулос був театральним письменником. Батько, Іполитос Стратігопулос, інженер і журналіст був характерним представником афінської богеми. Закінчивши гімназію, рік навчалася економічних наук і записалася до Вільної школи політичних наук. Проживши 14 років за кордоном, 1927 року сім'я вирішила повернутися до Афін. Тут Данаї підкорила своїм голосом знаного тоді грецького тенора Петроса Епітропакіса, який наполягав на тому, щоб вона серйозно зайнялася музикою. Так у 14 років почала вчитися класичної пісні у Магі Карадза та Мінаса Фокаса, які бачили її виключно на оперній сцені. Проте її неспокійна та реакційна натура контрастувала з тодішнім суворим світом опери.

## Початок музичної кар'єри
1934 року отримала роботу в газеті, де її співробітником був музикант К. Безос. Безос з музичним гуртом «Білі птахи» готувався поїхати за знаним композитором легкої музики Аттіком на гастролі до Єгипту. Враховуючи те, що в той період у Єгипті проживала величезна та багата грецька громада, а також численні інші європейські громади, ці гастролі мали підвищений інтерес для грецьких музикантів. Безос представив Данаї Аттіку як співачку. Аттік погодився взяти її з собою, але насправді вона зацікавила його як журналістка, яка висвітлюватиме гастролі у газеті. Однак сценічний успіх Данаї став початком її багаторічної співпраці з Аттіком.
Незабаром вона залишила журналістику заради пісні, але ніколи не припинила писати. Вона зберегла своє ім'я Данаї як художнє, під яким виступала в музичному гурті «Загін Аттіка», ставши найкращою виконавицею пісень Аттіка та Хайропулоса. Водночас успішно виконувала грецькі народні пісні й іспанські мелодії. У передвоєнні роки ділила пальму першості у легкій грецькій пісні з Софією Вембо. З тією лише різницею, що, як правило, Вембо супроводжував успіх у театрах, у супроводі оркестру, тоді як Данаї, як правило співала у вар'єте, у супровід своєї гітари.

## Окупація та Опір
У роки потрійної, німецько-італо-болгарської, окупації Греції вступила до лав Національно-визвольного фронту Греції. Вперто відмовлялася співати мовами окупантів. У цей період її репертуар складався лише з народних грецьких пісень. Одна з них призвела до її арешту. У вересні 1943 року афіняни, які слухали потайки передачі Бі-Бі-Сі, дізналися що «англійські та грецькі командоси висадилися на парашутах на острові Самос».
Данаї заспівала на естраді «Оаза» афінського Марсового поля пісню «Саміотісса» (саміотка), чим викликала бурхливу реакцію 2-х тисячної публіки, яка протягом 10 хвилин аплодувала їй. Окупаційна влада заарештувала її. На той момент її підозрювали лише у фінансуванні Національно-визвольного фронту. На вимогу представити свій репертуар, показала список з понад 1 000 грецьких пісень зі словами: «Я сумлінна артистка, представляю цей список, щоб ви усвідомили як добре я служу грецькій пісні!». Її іронія і підозри в її зв'язках з Національно-визвольного руху стали причиною її ув'язнення в Аверофі, де її піддавали тортурам, але свої зв'язки з опором не видала. Шанувальники оточили Міністерство освіти уряду Квіслінга й Афінську митрополію. Під тиском підпільних організацій опору, через місяць її звільнили. Але незабаром окупаційна влада дізналася її участь у русі і їй довелося у грудні 1943 року піти в «вільну Грецію». Для цього не треба було обов'язково бігти на території звільнені Народно-визвольною армією Греції. 
До січня 1944 року міські загони ЕЛАС практично контролювали передмістя Афін, що виділяло на той момент Грецьку столицю на тлі інших окупованих столиць Європи. Окупаційні війська здійснювали нальоти в передмістя, як правило тільки в денний час. Захоплений боротьбою афінян французький еллініст Роже Мілльекс писав, що Афіни були «столицею Європейського опору». Данаї пішла з центру міста в передмістя Каллітею, свого роду також територія «Вільної Греції». Тут вона не мала можливості співати, але під ім'ям «Елені Софіанопулу» продовжила свою підпільну роботу. На підпільній явці познайомилася з журналістом й учасником опору Георгієм Халкіадакісом, хлопцем «років до 25, струнким, блідим, з мрійливими зеленими очима і довгими і тонкими руками, як у славетного художника». Вийшла за нього заміж не тільки через кохання. Георгій страждав хворобою аорти і лікарі не давали йому понад два роки життя. При всій своїй незалежності, Данаї стала його дружиною, і він прожив цілих десять років, до 1954 року. У них народилася донька, Ліда Халкіадакі, яка у 1970-ті роки, разом з Спіросом Влассопулосом, створила знаний гурт «Ліда&Спірос».

## Після окупації
У період Громадянської війни у Греції викладала вокальну музику у Національній консерваторії Греції та Драматичній школі Еге. Хадзіскоса. На початку 1960-х років жанр легкої пісні у Греції переживав кризу. Це стало приводом повернення до іншої її пристрасті — літератури. Вона опублікувала свою першу поетичну збірку «Реакції» («Αντιδράσεις»), яку підписала псевдонімом «Аргіро Каліга». До багатьох віршів цієї збірки Костас Хадзіс згодом написав музику. Продовжувала писати вірші, музику до яких писали знані композитори. Найвідомішими з них стали «Якщо я відмовлюся від тебе, кохання моє» (музика Міміса Плессаса) і «Що це таке, що звуть коханням» (музика Такіса Моракіса). Останню виконала Софі Лорен у фільмі «Хлопчик на дельфіні» («Boy on a Dolphin»)1957 року.

## Чилі
1966 року здійснила поїздку до Чилі, в гості до своєї сестри Мірки, де познайомилася з чилійським поетом Пабло Нерудою. Обидва перейнялися один до одного взаємною художньою повагою, що стало початком їхньої дружби. Цьому сприяла їхня любов до грецької культури та поезії грецького поета Янніса Ріцоса. Вона переклала грецькою «Canto general» («Загальна пісня») Неруди й інші його вірші. Повернулася до Греції, але її перебування тут було недовгим. Військовий переворот 1967 року змусив її знову повернутися до Чилі, де вона прожила 6 років. 1969 року видала тут альбом «Istros (Danai canta a Neruda)» (Істрос — Данаї співає Неруду), музику до якого написала сама. Стала викладати грецький фольклор і народну поезію в Університеті Сантьяго, спочатку як почесна викладачка, а потім офіційним професором (1972—1973). Опублікувала низку своїх праць про грецьку народну поезію і свої переклади грецьких народних пісень іспанською. Виступала з лекціями у чилійських університетах і дала багато концертів грецької пісні. 1972 року на фестивалі легкої чилійської пісні отримала спеціальний приз від президента Чилі Сальвадора Альєнде.

## Останні роки
Після наступного військового перевороту, цього разу в Чилі 1973 року, покинула країну. Після падіння 1974 року військової диктатури в Греції повернулася на батьківщину і влаштувалась у приморському афінському передмісті Рафіна.
Була членом Товариства поетів-піснярів та композиторів Греції, Товариства грецьких літераторів, Комітету солідарності з Чилі, Товариства грецьких акторів тощо. Зберігала тісні зв'язки з посольством Чилі в Греції, до самої своєї смерті 18 січня 2009 року.

## Пам'ять
Понад 300 записів пісень, вперше виконані Данаєю, продовжують своє життя. Вірші багатьох з них написані самою співачкою. Ремікс однієї з них, пісні Міхаліса Суюла «Якби ти прийшов ненадовго», 2015 року став хітом, викликавши також підвищений інтерес до першого виконання. На тлі цього успіху ремікс пісні Аттіки «Ви просіть, щоб я сказав» також викликав підвищений інтерес до першого виконання Данаї.

## Деякі з літературних праць і перекладів
- «Спів» (хроніка) («Τραγουδώντας» 1954)
- «Реакції» (вірші) («Αντιδράσεις» 1960)
- «Las Alturas de Macchu Picchu» / Висоти Мачу Пікчу «з Загальної пісні П. Неруди (переклад) („Τα υψώματα του Μάτσου Πίτσου“ 1966)
- За пару троянд (дослідження фольклору) (Για ένα ζευγάρι ρόδα» λαογραφική μελέτη 1972)
- «Грічанки героїні в народній пісні» (дослідження) («Ελληνίδες ηρωίδες στο δημοτικό τραγούδι» μελέτη) 1972
- " Estravagario / Естравагаріо " П. Неруди (переклад)
- Veinte poemas de amor y una canción desesperada / Двадцять віршів про любов і одна пісня розпачу П. Неруди (переклад) ("Είκοσι ποιήματα αγάπης κι ένα τραγούδι απελπισμέν
- Fulgor y muerte de Joaquín Murieta / Сяйво і смерть Хоакіна Мур'єти П. Неруди (переклад) («Λάμψη και θάνατος του Χοακίμ Μουριέτα»)
- Canto general / Загальна пісня П. Неруди (переклад) («Γενικό άσμα»)
- Бенавенте-і-Мартінес, Хасінто: "La noche del sábado: / Суботня ніч (переклад) («Νύχτα του Σαββάτου» του Μπερναβέντε)
- Armando Uribe: Чорна книга північноамериканського втручання в Чилі (переклад) (Η μάυρη βίβλος της